# Yū Horiuchi
Yū Horiuchi (jap. 堀内優 Horiuchi Yū; ur. 23 grudnia 1990) – japońska zapaśniczka w stylu wolnym. Wicemistrzyni świata w 2010. Trzecia w Pucharze Świata w 2009. Mistrzyni świata juniorów w 2008 i 2010 roku.